# Apac (district)
Pour les articles homonymes, voir APAC.
Le district d'Apac est un district d'Ouganda situé au nord du lac Kyoga. Sa capitale est Apac.

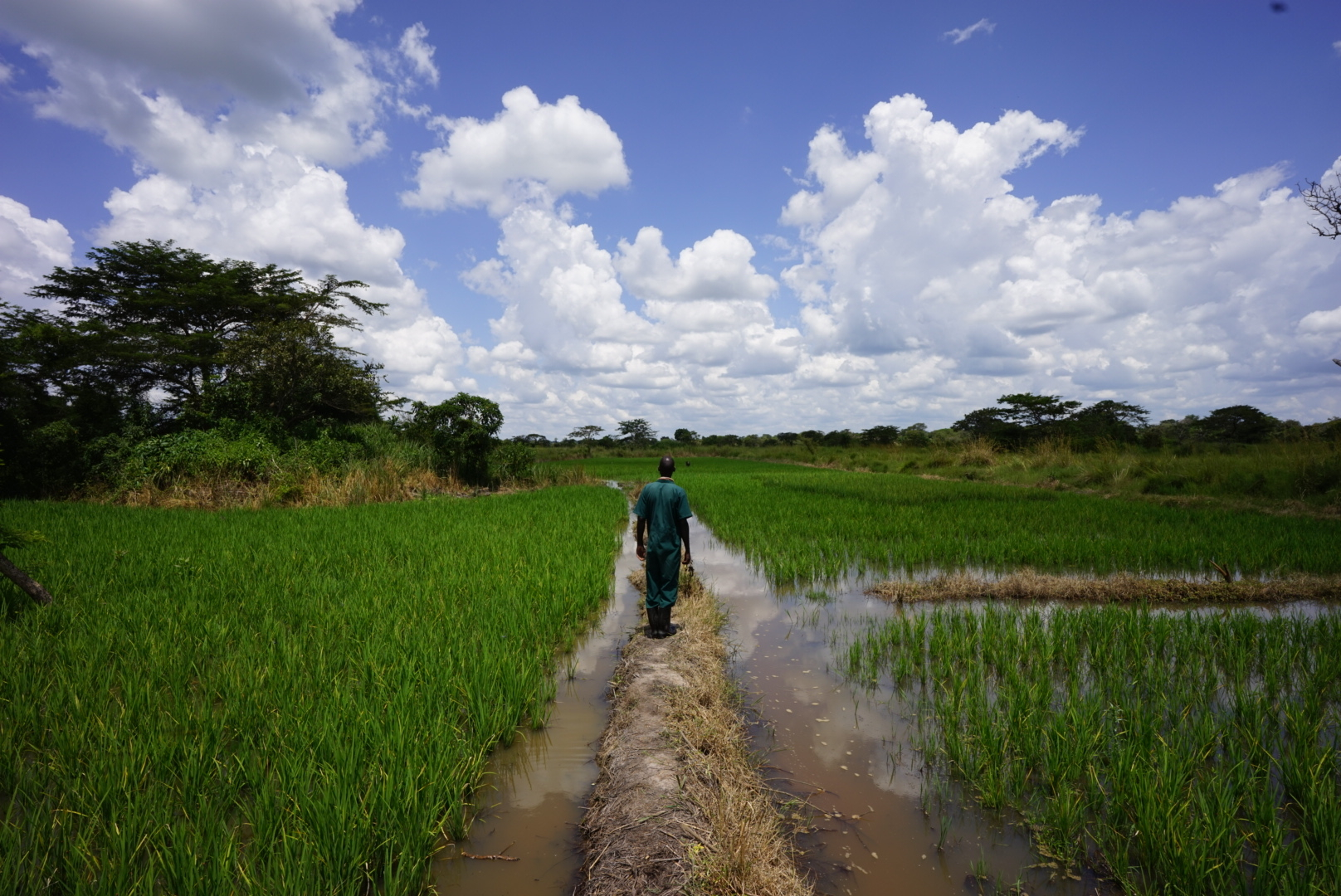
Riziculture dans le district d'Apac.

## Histoire
Ce district a été amputé en 2006 de celui d'Oyam, au nord-ouest, et en 2010, de celui de Kole, au nord-est.